# Storhuvad madagaskisk halsvändare
Storhuvad madagaskisk halsvändare (Erymnochelys madagascariensis) är en sköldpaddsart som beskrevs av Alfred Grandidier 1867. Arten ingår i släktet Erymnochelys och familjen Podocnemididae. IUCN kategoriserar den storhuvade madagaskiska halsvändaren globalt som akut hotad. Inga underarter finns listade i Catalogue of Life.

## Utbredning
Den storhuvade madagaskiska halsvändaren lever endast på Madagaskar. Den lever i flodbäcken från floden Mangoky i söder till Sambirano i norr. Arten kan hittas från havsnivå upp till 500 meter över havet.

## Levnadssätt
Den storhuvade madagaskiska halsvändaren hittas i långsamt rinnande floder, sjöar och träsk. Arten föredrar habitat som består av öppen våtmark och föredrar exempelvis stenar och stockar som platser att sola på.
Ungdjuren livnär sig primärt på ryggradslösa vattendjur, medan de vuxna djuren äter mollusker, löv, frön, nötter och as.

## Bildgalleri

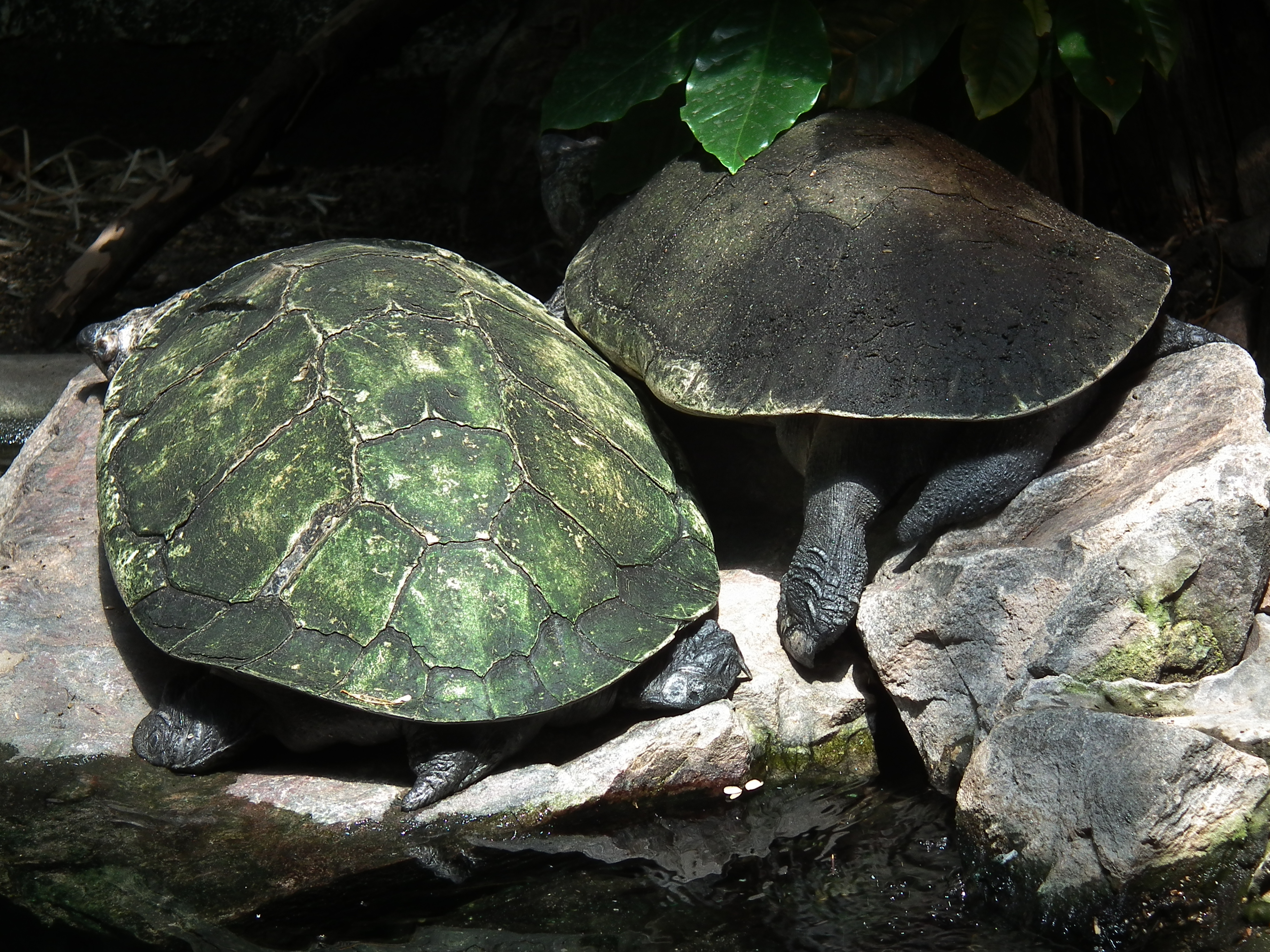
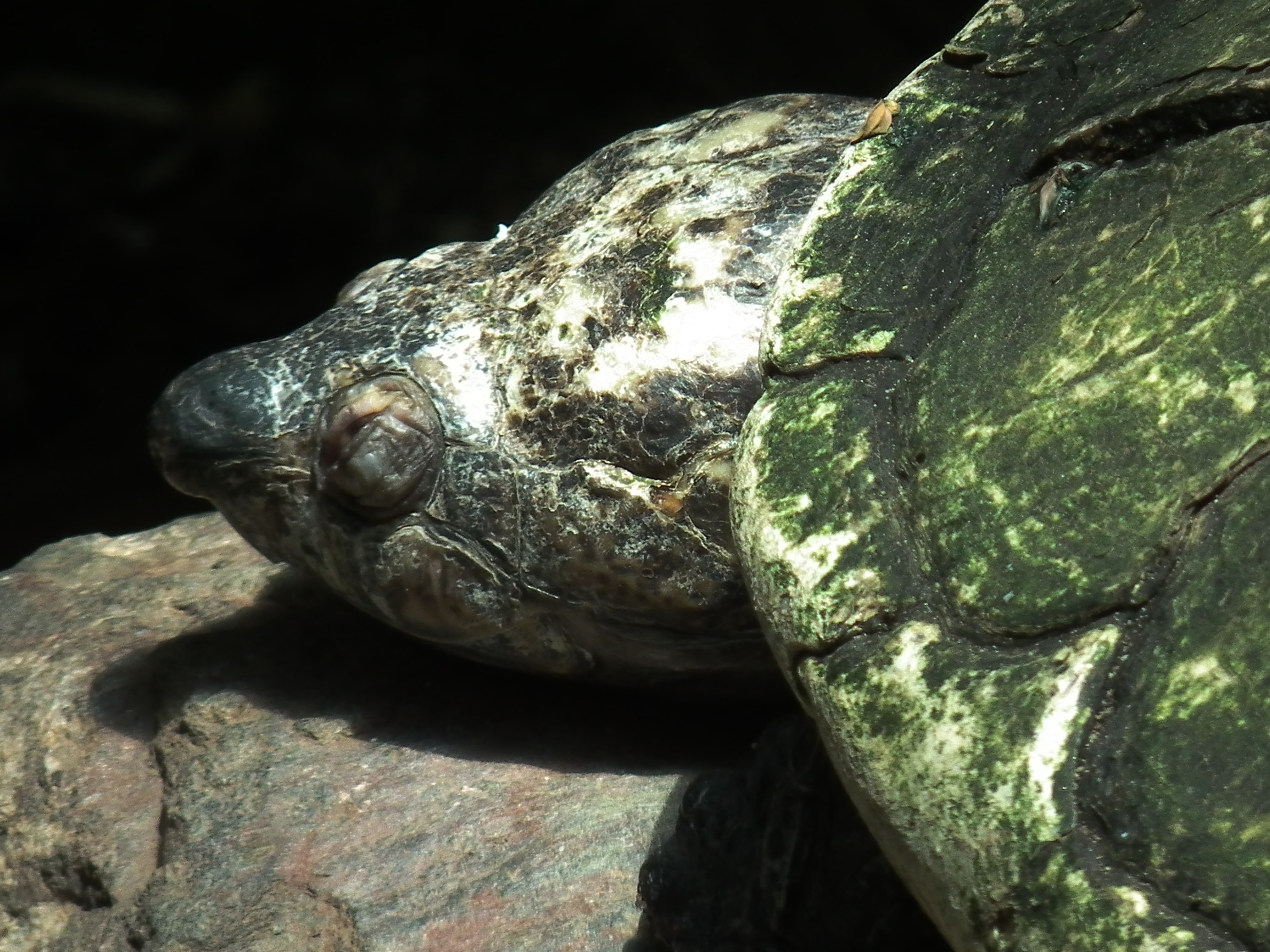